# Saint-Martin-d'Aubigny
Saint-Martin-d'Aubigny é uma comuna francesa na região administrativa da Normandia, no departamento Mancha. Estende-se por uma área de 15,25 km². Em 2010 a comuna tinha 599 habitantes (densidade: 39,3 hab./km²).